# Chevrolet Classic 1991
Il Chevrolet Classic 1991 è stato un torneo di tennis giocato sulla terra rossa. È stata la 6ª edizione del torneo che fa parte della categoria ATP World Series nell'ambito dell'ATP Tour 1991. Si è giocato a Guarujá in Brasile su campi in terra rossa dal 4 all'11 febbraio 1991.

## Campioni

### Singolare maschile
Patrick Baur ha battuto in finale  Fernando Roese con il punteggio di 6–2, 6–3

### Doppio maschile
Olivier Delaître /  Rodolphe Gilbert hanno battuto in finale  Shelby Cannon /  Greg Van Emburgh con il punteggio di 6–2, 6–4